# プリザヴェイション第二幕
『プリザヴェイション第二幕』(Preservation: Act 2)は、1974年にリリースされたザ・キンクスのアルバム。前作を引き継いだコンセプト・アルバム。
前作のストーリーを引き継いだ完結編であるが、アナウンスを入れるなどしてよりストーリー性を強めた作品となっている。視点が拡大し散漫になっている印象も感じられる内容となっている。前作で地上げ屋だったフラッシュは政権を担当し、救世主のミスター・ブラック率いる人民軍との戦いが始まる。ブラックの人民軍は勝利し、フラッシュは洗脳される。悪のフラッシュが実は人間味あふれる存在で、ブラック率いる人民軍は勝利の後非人間的な管理体制を施行するというアナウンスが行われ、皮肉満載の歌詞の「サルヴェイション・ロード」でアルバムは締めくくられる。

## 曲目
全曲レイ・デイヴィス作詞作曲。
1. アナウンス<1> - Announcement 0:41
2. 対決のきざし - Introduction to Solution 2:43
3. 対決の時 - When a Solution Comes 3:40
4. この世はすべて金しだい - Money Talks 3:44
5. アナウンス<2> - Announcement 0:55
6. 国家の羊飼 - Shepherds of the Nation 4:17
7. 人間の屑と云うけれど - Scum of the Earth 2:45
8. 中古車成金 - Second-Hand Car Spiv 4:01
9. あいつは悪魔だ - He's Evil 4:25
10. 恋の鏡 - Mirror of Love 3:26
11. アナウンス<3> - Announcement 0:34
12. 不信の世界 - Nobody Gives 6:33
13. 愛は何処に - Oh Where Oh Where Is Love? 3:40
14. フラッシュの夢 - Flash's Dream (The Final Elbow) 4:17
15. フラッシュの告白 - Flash's Confession 4:06
16. 愛さえはかなく - Nothing Lasts Forever 3:42
17. アナウンス<4> - Announcement 0:20
18. 人造人間 - Artificial Man 5:30
19. ごみ屑都市 - Scrapheap City 3:16
20. アナウンス<5> - Announcement 1:05
21. サルヴェイション・ロード（救世通り） - Salvation Road 3:20

ボーナス・トラック
1. 恋の鏡 - Mirror of Love 3:29
2. スラム・キッズ［テイク1］ - Slum Kids [Take1] 6:26